# Ki (Album)
Ki ist das zehnte Studioalbum des kanadischen Musikers Devin Townsend. Es wurde am 22. Mai 2009 über sein Independent-Label HevyDevy veröffentlicht.

## Hintergrund
„Ki“ ist das erste Album eines Zyklus, den Devin Townsend binnen einen Jahres abschließen will. Jedes Album soll in sich geschlossen eine Facette des Musikers zeigen. „Ki“ soll der vergleichsweise ruhige Auftakt sein, gefolgt von dem im November 2009 veröffentlichten „Addicted“, welches den melodisch-bombastischen Stil des 1997er Albums „Ocean Machine“ fortführt. Das dritte Album „Deconstruction“ wird den Stil der Veröffentlichungen von Strapping Young Lad aufgreifen, das vierte noch namenlose Album ist als „Ambient-Finale“ angedacht.
Der Albumtitel „Ki“ hat für Townsend zwei Bedeutungen. Zum einen steht es in der japanischen Metaphysik für die Kraft bzw. die Lebensenergie (siehe Qi), zum anderen ist es der Titel eines Albums des Japaners Kitarō.

## Entstehung
In den Jahren nach Erscheinen des Vorgängeralbums „Ziltoid the Omniscient“ hatte es weitreichende Veränderungen im Leben von Townsend gegeben. Er wurde Vater und überwand seine Drogenabhängigkeit. Er begann, Unmengen an Liedern zu schreiben und beschloss, diese für einen Zyklus von vier Alben zu verwenden. Für „Ki“ engagierte er neben Keyboarder Dave Young Musiker, die zuvor noch nie etwas mit harter Rockmusik zu tun hatten. Den Bassisten Jean Savoie kannte er als Angestellten eines Musikgeschäfts. Schlagzeuger Duris Maxwell (* 1946) hatte bereits bei bekannten Bands wie Jefferson Airplane oder The Temptations gespielt. Townsend lernte ihn in einem Blues-Club kennen. Die weiblichen Gesangsteile stammen von Ché Dorval, einer Freundin des Keyboarders.
Da die Studiomusiker aus anderen Musikstilen kamen, gab Townsend ihnen genaue Anweisungen, was sie wie spielen müssen. Andererseits war er offen für ihre Meinung und ihre Vorschläge. Die Aufnahmen nahmen daher insgesamt rund drei Monate in Anspruch. Eine Tournee zu diesem Album wird es laut Townsend nicht geben, da er zuerst die weiteren drei Alben des Zyklus fertigstellen möchte.

## Kritiken
Das Album gilt als untypisch für Townsend und erhielt daher gemischte Rezensionen. Greg Prato von Allmusic hält das Album nicht für so bahnbrechend wie andere Veröffentlichungen des Künstlers, allerdings zeige es, dass Townsend fähig sei, die Musik zu machen, die zu seiner Stimmung passe. Fix Sadler von Babyblaue Seiten charakterisiert das Album als für Townsend untypisch und hält es aus diesem Grund für das beste Album des Kanadiers. Auf Michael Rensen vom Rock Hard wirkt das Album zunächst wie „reichlich spartanisch instrumentiertes, höhepunktarmes Ambient-Werk“, dessen Magie sich erst nach mehrfachem Hören entfalte.

## Titelliste
1. A Monday (Townsend) – 1:43
2. Coast (Townsend) – 4:36
3. Disruptr (Townsend) – 5:49
4. Gato (Townsend) – 5:23
5. Terminal (Townsend, Young) – 6:58
6. Heaven Send (Townsend) – 8:54
7. Ain't Never Gonna Win (Townsend, Maxwell, Savoie, Young) – 3:17
8. Winter (Townsend) – 4:48
9. Trainfire (Townsend) – 5:59
10. Lady Helen (Townsend) – 6:05
11. Ki (Townsend) – 7:21
12. Quiet Riot (Townsend) – 3:02
13. Demon League (Townsend) – 2:55

## Chartplatzierungen
In Europa konnte das Album sich lediglich in den finnischen Charts (Position 26) und in den französischen Charts (Position 179) platzieren. In den USA gelang der Einstieg in die Billboard-200-Albumcharts nicht, „Ki“ erreichte stattdessen Position 69 der US Top Heatseekers.